# Jeanette Nilsen
Jeanette Nilsen (* 27. Juni 1972 in Skien, Norwegen) ist eine ehemalige norwegische Handballspielerin, die für die norwegische Nationalmannschaft auflief.

## Karriere

### Im Verein
Nilsen lief anfangs für die norwegischen Vereine Skotfoss, Gulset, Larvik und Gjerpen IF auf. Zwischen 1998 und 2003 spielte die Torhüterin beim norwegischen Erstligisten Nordstrand IF. Anschließend schloss sich Nilsen dem dänischen Erstligisten Horsens HK an, mit dem sie im Jahr 2004 den dänischen Pokal gewann. Im Jahr 2007 verließ sie Horsens und unterschrieb einen Vertrag beim norwegischen Erstligisten Stabæk Håndball. Ein Jahr später wechselte sie zum Erstligaaufsteiger Njård IL. Bei Njård war sie zusätzlich als Co-Trainerin tätig. Zusätzlich leitete sie das Torwarttraining der norwegischen Jugendnationalmannschaft des Jahrgangs 1992. Nach der Saison 2008/09 beabsichtigte sie ihre Karriere zu beenden, jedoch nahm sie ein Vertragsangebot von Nordstrand IF an. Zuletzt hütete sie in der Saison 2010/11 das Tor des Erstligisten Selbu IL. Während ihrer Karriere stand sie sieben Mal im norwegischen Pokalfinale, wovon sie drei gewinnen konnte. Weiterhin gewann sie zwei Mal die Serienmeisterschaft und setzte sich vier Mal erfolgreich im Endspiel um die norwegische Meisterschaft durch.

### In der Nationalmannschaft
Nilsen stand von 1991 bis 2000 insgesamt 91-mal zwischen den Pfosten der norwegischen Nationalmannschaft. Mit der norwegischen Auswahl gewann sie die Silbermedaille bei der Europameisterschaft 1996, die Silbermedaille bei der Weltmeisterschaft 1997, die Goldmedaille bei der Europameisterschaft 1998, die Goldmedaille bei der Weltmeisterschaft 1999 und die Bronzemedaille bei den Olympischen Spielen 2000.

### Nach der aktiven Karriere
Nilsen war zwischen 2014 und 2019 als Co-Trainerin und Torwarttrainerin bei Rælingen HK tätig. Anschließend engagierte sie sich vier Jahre als Jugendtrainerin bei Fjellhammer IL.